# 芦田桂子
芦田 桂子（あしだ けいこ）は、広島県出身のファッションモデル。特技は野菜ソムリエ（ジュニア）、漢方スタイリスト、ベジフルビューティーセルフアドバイザー、スキューバダイビング。ニュートラルマネジメント （NMT inc.）所属。

## 雑誌
- 「家庭画報」世界文化社
- 「美しいキモノ[1]」ハースト婦人画報社

## テレビCM
- ABCマート（CM）
- ダノンジャパン「ダノンビオ マイ朝リズム」
- 丸井「マルコとマルオの７日間」
- P&G「パンテーン」
- 中国電力[1]
- au（web）
- 愛しとーと「コラーゲン育毛剤」

## スチール広告
- ワコール「ウイング・グレーシス」[3]
- 花王「グレイスソフィーナ」
- 東レ[1]
- シャープ
- 牛乳石鹸
- タカラスタンダード
- トータテ住宅販売
- 三越[1]
- 髙島屋[1]
- 東武百貨店
- 京王百貨店
- 近鉄百貨店
- 松坂屋
- 阪急百貨店
- 大丸百貨店[1]
- そごう[1]
- ニッセン
- セシール
- ベルーナ
- 京都友禅
- 京都着物学院
- ハワイ商事
- 東洋捺染
- 京都通販
- アスカコーポレーション
- デジタルダイレクト
- インペリアル・エンタープライズ